# Bagócsok
A bagócsok (Oestroidea ) a légyalkatúak (Brachycera) alrendjébe sorolt torpikkelyesek (Calyptratae) alcsoportjának egyik öregcsaládja a különböző felosztások szerint 5, illetve 6 családdal. Az eltérés oka, hogy a gyomorbagócsféléket (Gasterophilinae) egyes felosztásokban önálló családnak (Gasterophilidae) tekintik, míg a másik álláspont szerint ez a taxon a bagócslegyek (bagócsfélék, Oestridae) alcsaládja.
Szemeik és csápjaik viszonylag kicsik.
Lárváik emlősök parazitái, imágójuk nem táplálkozik.

## Hazai fajok
- emberbagócs (Dermatobia hominis),
- őz orr-garatbagócs (Cephenemyia stimulator)
- kockás húslégy (Sarcophaga carnaria)
- buckalégy (Mesomelena mesomelaena)